# Reserva Nacional del Noatak
|  | Per a altres significats, vegeu «Noatak (desambiguació)». |

La Reserva Nacional del Noatak (Noatak National Preserve) protegeix la major conca hidrogràfica inalterada dels Estats Units. La reserva té per objecte mantenir la integritat ambiental del riu Noatak i les terres altes adjacents, protegir l'hàbitat i les poblacions de la vida silvestre i protegir els recursos arqueològics amb la finalitat de proporcionar oportunitats per a la investigació científica. La conca és l'hàbitat de moltes espècies de flora i fauna on es preserven jaciments arqueològics que reflecteixen almenys 11.000 anys de presència humana.
El president Jimmy Carter originalment va proclamar 2.658.746 hectàrees a la zona del riu Noatak un monument nacional l'1 de desembre de 1978 sota la Llei d'Antiguitats de 1906. El monument va esdevenir una reserva nacional el 2 de desembre de 1980 sota la Llei de Conservació de Terres d'Interès Nacional d'Alaska (Alaska National Interest Lands Conservation Act o ANILCA).
A mesura que la reserva es troba al territori tradicional del poble inupiaq al llarg del riu Noatak als boroughs (aquí equivalents d'un comtat) de North Slope i Northwest Arctic (Alaska), la terra segueix oferint oportunitats per a la subsistència per mitjà de les activitats tradicionals. Com que la zona és una reserva nacional gestionada pel Servei de Parcs Nacionals i no pas un parc nacional en el sentit estricte, també es permet la caça esportiva dins de les seves fronteres.